# Южный научно-технологический университет
Южный научно-технологический университет, или Южный университет науки и технологий (англ. Southern University of Science and Technology; SUSTech; кит. 南方科技大学) — университет в КНР, специализирующийся на проведении исследований и обучении (на английском и китайском языках) в области естественных наук и инженерно-технических специальностей.
Университет расположен в городе Шэньчжэнь провинции Гуандун, на юге Китая. Университет управляется Муниципальным Народным правительством Шэньчжэня, финансирование университета в основном осуществляют Муниципальное Народное правительство Шэньчжэня и правительство провинции Гуандун.

## История
Южный научно-технологический университет является одним из наиболее молодых университетов Китая. Решение о создании и строительстве университета было принято Муниципальным Народным правительством Шэньчжэня в 2007 году, а первые 45 студентов были зачислены в университет уже через 4 года, в 2011 г.
В апреле 2012 года университет успешно прошёл процедуру аттестации в Министерстве образования Китая, получив официальный статус высшего учебного заведения.
В 2013 году количество набранных студентов-первокурсников составило уже 388 человек. В то же время на территории университета продолжалось строительство дополнительных учебных и жилых корпусов, в частности, был построен второй комплекс общежитий для студентов, общее количество которых в дальнейшем продолжило увеличиваться, достигнув 2100 человек к 2015 году.
В 2016 году в университете был открыт целый ряд новых факультетов, в частности факультет инженерной механики и энергетики, факультет изучения околоземного пространства, факультет биомедицинской инженерии и факультет компьютерных наук и инжиниринга. По количеству принятых студентов — первокурсников в 2016 году университет фактически вышел на свой запланированный уровень в 1000 человек в год, зачислив в состав студентов 994 человека, в том числе 7 первых иностранных студентов.
По состоянию на 2018 год в университете обучалось около 4000 студентов, при этом шло строительство новых общежитий для студентов и двух новых школ университета — медицинской школы и школы бизнеса. Прием первых студентов в школу медицины запланирован на 2021 год, а в школу бизнеса — на 2024 г.
В феврале 2018 года в Южном научно-технологическом университете состоялось важное мероприятие — прошёл первый в материковом Китае и крупнейший за всю свою историю саммит университетов Азии, который ежегодно проводится под эгидой Times Higher Education. Темой саммита была заявлена «Соединяем города, меняя мир: исследовательские университеты строят Азию». На мероприятии присутствовало более 300 делегатов, а среди спикеров — более 20 действующих или бывших президентов университетов. Кроме того, на саммите были объявлены результаты рейтинга азиатских университетов Times Higher Education за 2018 год.

## Обучение

### Модель преподавания
Главное отличие Южного научно-технологического университета от других китайских вузов заключается в том, что все основные предметы там преподаются на английском языке. Лекции, семинары, практические занятия, экзамены и все необходимые материалы — все дается на английском языке. Эта особенность делает университет доступным для иностранных студентов, не владеющих китайским языком. Китайский язык для иностранных студентов преподается как отдельный предмет.
Университет проводит обучение по программам бакалавриата, магистратуры и докторантуры.
Обучение студентов по программам бакалавриата (26 различных программ на выбор) рассчитано на 4 года. В университете принята система обучения 2+2, то есть первые два года студенты изучают общие дисциплины по своему выбору по следующим направлениям: естественные науки, инжиниринг, технологии и математика, затем выбирают свою будущую специальность и последние два года изучают уже более узконаправленные курсы по выбранной специальности.
Соотношение количества преподавателей и студентов в университете составляет примерно 1:6,3, то есть на каждого преподавателя приходится около 6,3 студента.
Свыше 90 % преподавательского состава университета — это профессора и научные работники, которые перед своим переходом в Южный научно-технологический университет долгое время работали в различных вузах — в университетах США, Канады, Великобритании и других стран, при этом более 60 % — учились или работали в университетах, входящих в топ-100 университетов мира.

## Структура

### Школы и факультеты
- Школа экологии и инженерии
- Школа инноваций и предпринимательства
- Физический факультет
- Химический факультет
- Биологический факультет
- Математический факультет
- Океанографический факультет
- Финансовый факультет
- Факультет электротехники и электроники
- Факультет материаловедения и инженерии
- Факультет компьютерных наук и инженерии
- Факультет механики и аэрокосмической техники
- Факультет механизации и энергетики
- Факультет биомедицинской инженерии

Университет также имеет Центр языкового образования, который предоставляет курсы английского и китайского языка для студентов и аспирантов.
В ближайших планах университета по расширению предлагаемых программ высшего образования — открытие медицинской школы и школы бизнеса (2021 г. и 2024 г. соответственно).

### Библиотека
Библиотека SUSTech в Южном научно-технологическом университете является одной из самых современных библиотек на юге Китая. В 2016 году печатная коллекция университетской библиотеки насчитывала 210170 книг (166165 на китайском и 44,005 на иностранных языках), 123 газеты и журналы (79 китайских и 44 иностранных) и 100 баз данных, в которых размещено 433264 электронных книги и 52885 электронных журналов. Кроме того, используя системы CALIS, NSTL и Shenzhen Document Network, преподаватели и студенты университета могут получать доступ к ресурсам, размещенным другими учреждениями как в городе Шэньчжэнь, так и на территории всего Китая.

## Рейтинги
В 2017 году университет занял 28-е место в рейтинге Nature Index — Rising Stars научного журнала Nature, среди 200 институтов мира, показавших самый большой рост числа научно-исследовательских публикаций. В 2018 году университет переместился на 4-е место. В том же году в рейтинге Times Higher Education World University Rankings университет занял 8-е место среди всех университетов Китая, а в общемировом рейтинге университетов находился между 301—350 местами.